# Sharon Hacohen
Sharon Hacohen (Kiryat Tivon, 16 ottobre 1964) è un'attrice israeliana.
Ha recitato in numerosi film e serie TV.
Lavora come insegnante di teatro in una scuola superiore a Gerusalemme.

## Filmografia parziale
- Aquile d'attacco (Iron Eagle II), regia di Sidney J. Furie (1988)
- Pasport, regia di Georgij Nikolaevič Danelija (1990)
- Fermate ottobre nero (Cover Up), regia di Manny Coto (1991)